# Marpaps
Marpaps é uma comuna francesa na região administrativa da Nova Aquitânia, no departamento Landes. Estende-se por uma área de 6,67 km². Em 2010 a comuna tinha 145 habitantes (densidade: 21,7 hab./km²).